# 45878 Sadaoaoki
45878 Sadaoaoki è un asteroide della fascia principale. Scoperto nel 2000, presenta un'orbita caratterizzata da un semiasse maggiore pari a 1,9344066 au e da un'eccentricità di 0,0996108, inclinata di 17,87672° rispetto all'eclittica.